# 风暴丹尼斯
风暴丹尼斯（英語：Storm Dennis）是活躍於2020年2月的一場欧洲风暴。该名稱由英国气象局于2020年2月11日所起。它是北大西洋熱帶氣旋盆地有史以来最强烈的风暴之一。丹尼斯风暴强度很大，最大阵风为80英里每小時（130每小時）。丹尼斯风暴中心压力为920 hPa（27.17 inHg）。丹尼斯風暴引起的大雨导致英国和瑞典部分地区洪水泛滥。

## 气象描述

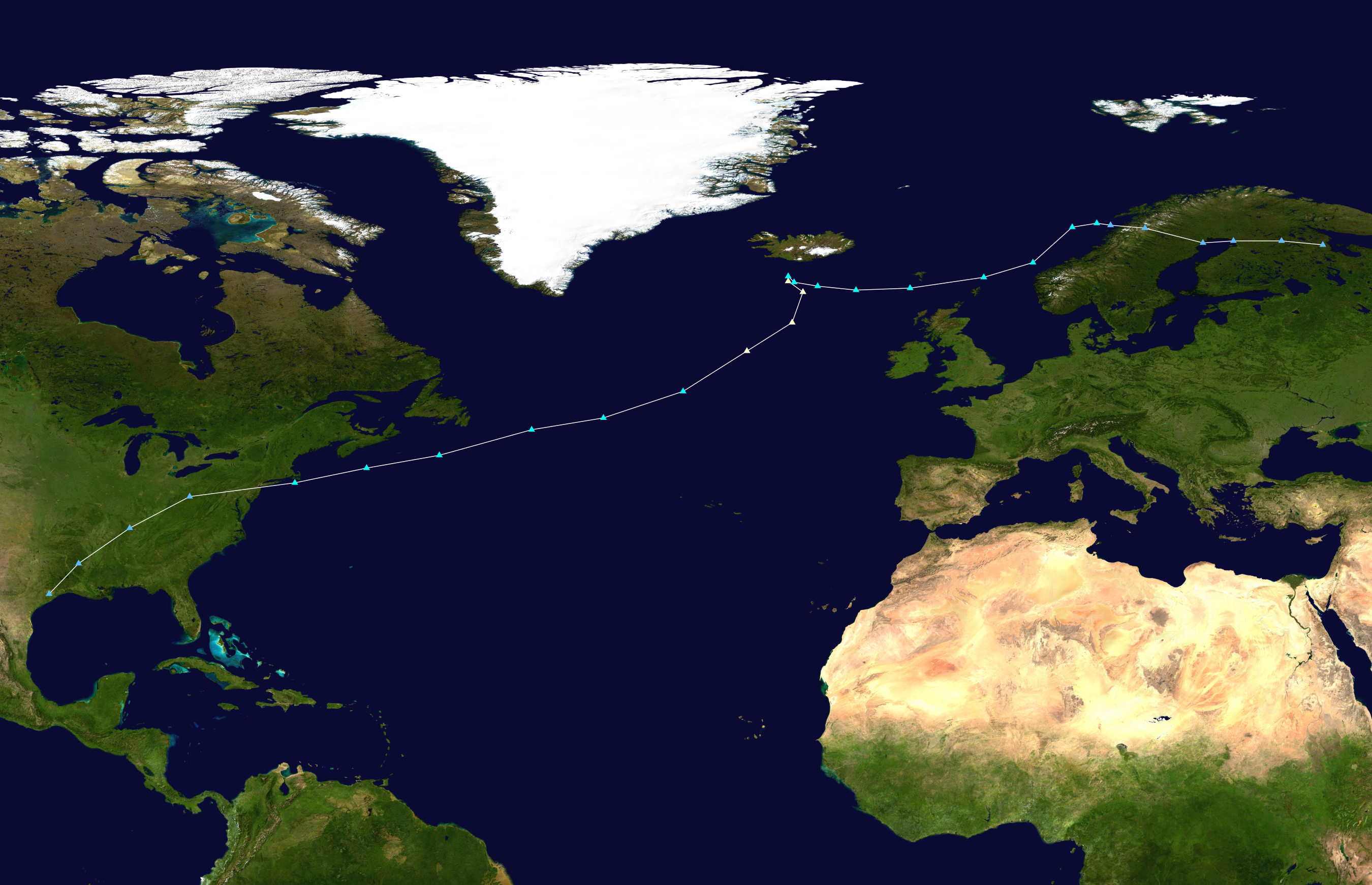
根据绘制的风暴轨迹地图

该风暴最初于2020年2月11日在美國新英格兰和加拿大东南部形成，并于2020年2月11日被英国气象局命名为“丹尼斯”。然后风暴來到大西洋。2月15日，风暴經過爆發性旋生後最低压力達到920 mbar（27.17 inHg）。

## 影響
在英国，2月15日，有2人丧生：一名男子从一艘油轮上墜落身亡；一名少年在肯特郡出海后死亡。2月16日，在威尔士特雷巴諾斯也有一名男子身亡。英國陸軍被派去协助救援工作。
由於包括尼思塔尔伯特港在內的南威爾士地區長時間的大雨，英國气象局於格林尼治标准时间2月16日11:00向南威尔士发佈紅色天氣警戒，示意該地區居民受風暴影響“會有生命危险”。